# Grijsesteijn
Grijsesteijn is een rijksmonumentaal gebouw in de Nederlandse stad Utrecht.
Het betreft een hoekpand langs de Oudegracht met de Geertestraat. De huisnaam wordt reeds in 1544 genoemd. Gaandeweg de geschiedenis is het meermaals ingrijpend verbouwd waarbij Grijsesteijn uit drie woningen kwam te bestaan en nog woningen aan het erf werden toegevoegd. Daarnaast heeft het onderdak geboden aan onder meer een smederij en een bakkerij. De voorgevel bevindt zich in de vorm van een, niet originele, trapgevel aan de Oudegracht. Bij Grijsesteijn horen 1 of meer werfkelders. Anno 2012 vindt een restauratie plaats door eigenaar Het Utrechts Monumenten Fonds.